# Паленсія (провінція)
Паленсія (ісп. Palencia) — провінція на півночі Іспанії розташована в автономному співтоваристві Кастилія і Леон. Адміністративний центр — місто Паленсія.